# 마이키 웨이
마이키 웨이(Michael James Way)는 미국의 밴드 마이 케미컬 로맨스의 베이시스트이다. 1980년 9월 10일 미국 뉴저지주 뉴어크에서 태어났으며 밴드에 형 제라드 웨이가 있다.

## 성장배경
마이키 웨이는 1980년 9월 10일, 미국 뉴저지주 뉴어크에서 태어나 가족을 따라 뉴저지주 벨빌에서 자랐으며 형 제라드 웨이와 같이 스코틀랜드-이탈리아 계 미국인이다. 어린 시절, NBC 진행자 조 로건에게 많은 도움을 받았다. 뉴저지주 클립튼의 바네스 & 노블 서점에서 형인 제라드 웨이와 함께 일하였었다.

## 마이 케미컬 로맨스
마이키 웨이는 밴드 결성 전, 서점에서 일하던 시절에 어빈 웰시의 소설 《Ecstasy: Three Tales of Chemical Romance》의 이름을 따와 밴드 이름을 제안했다. 또한 밴드 초기 시절, 마이키 웨이는 베이스 기타를 연주할 줄 몰랐으나 밴드에 들어가기 위해서 베이스 연주를 독학하여 밴드에 합류하였다.

## 사생활
2007년 3월 7일 저녁, 라스베이거스에 있는 올리언스 아레나에서 오랫동안 사귀어 온 자신의 약혼자인 앨리시아와 결혼을 했다.